# Ејви Скот
Ави Скот (енгл. Avy Scott; 2. новембар 1981) америчка је порнографска глумица.

## Каријера
Каријеру у порно индустрији почиње новембра 2001. године са лезбејским сценама за филм Finger Club #20. Прву хетеросексуалну сцену снима у филму Real Sex Magazine #47. Након тога глумила је у доста порнографских жанрова, као што су орални и анални секс. Једна је од ретких порно глумица и звезда порно-филмова чије су груди природне. Наступила је у око 250 порно-филмова.
За себе каже да је бисексуалка.

## Награде и номинације
- 2003: АВН награда номинована – „Best New Starlet“[3]
- 2004: АВН награда номинована – Best Oral Sex Scene, Film – Compulsion[4]
- 2004: АВН награда номинована – Best Sex Scene Coupling, Film – Heaven
- 2004: CAVR награда освојила - Best Star[5]
- 2004: Nightmoves Award освојила - Best New Starlet (Fan’s Choice)[6]
- 2010: XRCO награда - номинована – Best Cumback[7]
- 2011: АВН награда номинована – Best All-Girl Three-Way Sex Scene – Pin-Up Girls 4[8]